# Chitato
Chitato, também escrita como Tchitato, é um município da província da Lunda Norte, em Angola, que mantém sua sede na cidade de Dundo-Chitato, sendo portanto o município-capital norte-lundense.
Tem cerca de 107 mil habitantes. É limitado a norte pela República Democrática do Congo, a leste pelo município do Cambulo, a sul pelo município de Lucapa, e a oeste pelo município de Cuílo.
Localiza-se a cerca de 10 km da fronteira norte de Angola com a República Democrática do Congo. Faz parte de uma região altamente rica em diamantes.
O município é constituído pela comuna-sede, correspondente à cidade de Dundo-Chitato, e pela comuna de Luachimo.
No período colonial tanto o município como a comuna sede possuíam o nome "Portugália".